# 空間的回避
空間的回避（くうかんてきかいひ）は、イギリス出身の地理学者デヴィッド・ハーヴェイにはじまる、経済地理学の用語。
有界化された各個の領域それぞれのなかで経済・社会関係が進展してゆくと、そのなかで矛盾が累積することがある。領域の境界に一定の透過性がありながら、同時に領域は一定の閉鎖的空間を維持し、独自のマクロ経済や社会が構成されている場合に、この矛盾が領域内で爆発するのを先送りするため、矛盾の要素を他の領域に送り出して、一時的に矛盾を弱めることができる。この空間的社会過程を、空間的回避(spatial fix)と呼ぶ。
過剰生産恐慌を避けるために、過剰資本を国外に送り出すのは、その典型的な例である。19世紀には、大西洋の両岸でこの空間的回避が繰り返され、英米の景気循環は対照的な波動を示したとハーヴェイは指摘している。しかし、それは矛盾の根本的解決ではなく、単なる一時的回避に過ぎない。このため、やがて先送りできなくなった時、矛盾はいっそう強く暴発する。
原語のspatial fixには、矛盾が空間的に固定(fix)された場所性をもつという含意と、矛盾を一時的に「修理」(fix）するという二重の意味がこめられている。fixに「固定」とか「定位」等の日本語をあてるのは、このことを正しく認識しているとはいえない。